# Дженд
Дженд (также Джанд, Джент, араб. и перс. جند‎) — город в низовьях Сырдарьи, описываемый географами XI и XII веков как один из крупных мусульманских городов Туркестана. Джанд являлся одним из основных городов, находящихся на Великом Шелковом пути. Аральское море в этот период часто называется Джентским морем. Дженд являлся центральным городом огузов и был первоначальным центром власти тюркской династии Сельджукидов и местом упокоения основателя династии Сельджука.
Хорезмшах Ала ад-Дин Атсыз захватил город после 1128 года, в 1152 году назначил наместником в городе своего сына Иль-Арслана, а тот, в свою очередь, став хорезмшахом, сделал правителем Дженжа своего сына Текеша.
Считается, что город был разрушен монголами во время завоевания Средней Азии. По другим данным во время монгольского нашествия Джучи-хан оставил город нетронутым, так как он сдался ему.
После деления империи Чингисхана на улусы (в XIII веке), Джент стал ставкой хана Джучи.
Это городище именуется Жанкала, оно располагается на правом берегу Жанадарьи, в 115 км к западу от современного города Кызылорда Республики Казахстан. Площадь городища составляет около 40 га, оно обнесено крепостной стеной. В XX веке проводилось много экспедиций по нахождению города. В 2012 году казахстанские археологи обнаружили развалины, которые называют настоящим расположением исторического города.